# Mr. Jones' Burglar
Mr. Jones' Burglar é um filme mudo norte-americano de 1909 em curta-metragem, do gênero comédia, dirigido por D. W. Griffith. Cópias do filme encontram-se conservadas no Muse de Arte Moderna e Biblioteca do Congresso dos Estados Unidos.